# Isaías Pimentel
Isaías Pimentel (Curacao, 16 de febrero de 1933-26 de junio de 2017) fue un tenista venezolano.
Representó a Venezuela en la Copa Davis ocho veces entre 1957 y 1966.
Es conocido por haber alcanzado los cuartos de final del Torneo de Wimbledon en 1961. Eliminó notablemente a Nikola Pilić en la tercera ronda, luego a Christopher Crawford en la octava. Anteriormente había llegado a los octavos de final del torneo en 1957. En 1961, venció al No. 1 del mundo Neale Fraser en la Copa Altamira en Caracas (3-6, 6-4, 6-4).
Ganó la medalla de oro en los Juegos Bolivarianos de 1965.